# Jean Baudoin
Jean Baudoin (* 1590 in Pradelles; † 1650 in Paris) war ein französischer Autor und Übersetzer. Er war Mitglied der Académie Française. An Gicht leidend, starb er 1650 an Hunger und Kälte.

## Werk

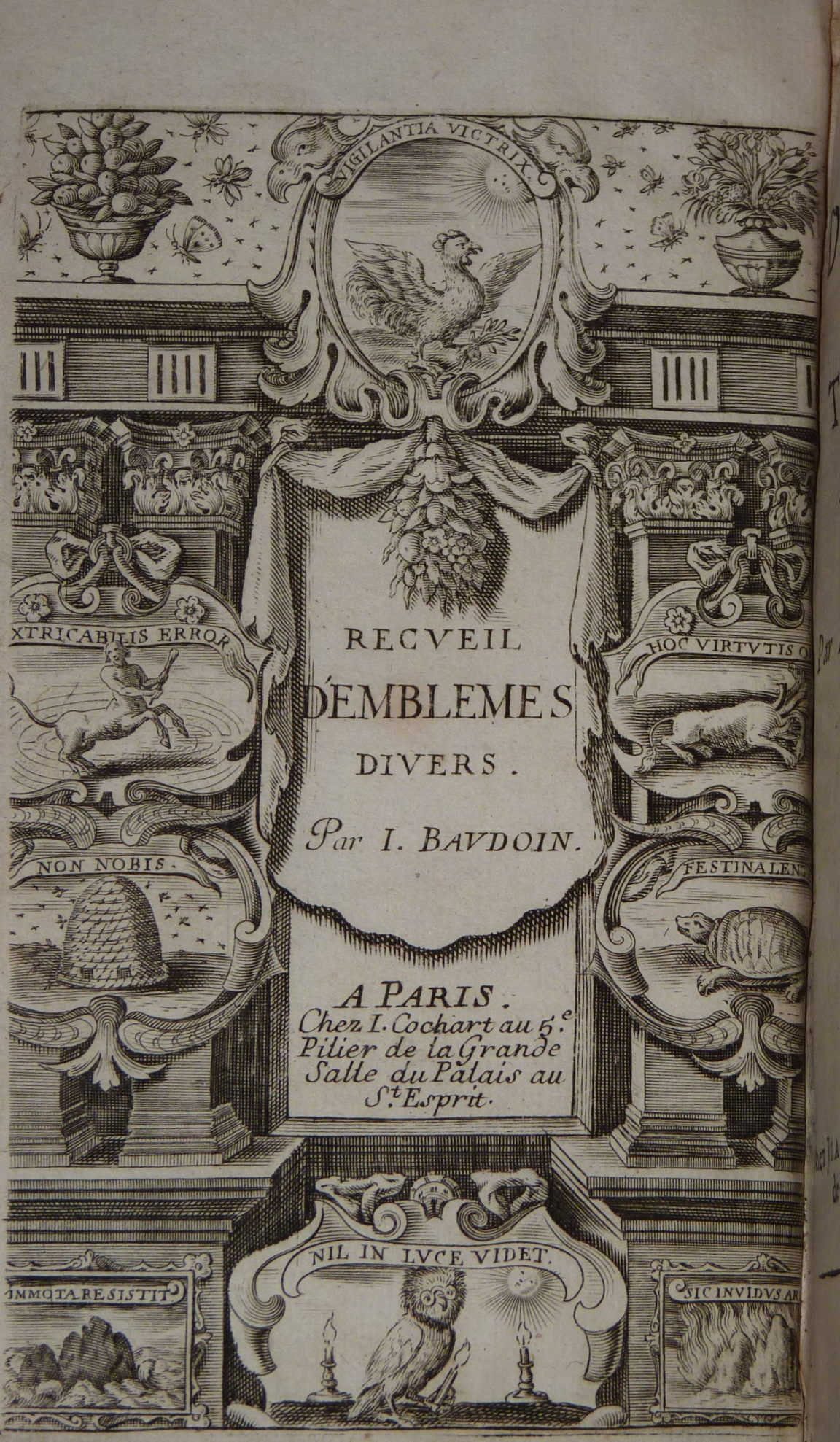
Frontispiz des Werks Recueil d’emblêmes

### Übersetzungen

#### Aus dem Lateinischen
- von Cassius Dio: L’Histoire de Dion Cassius de Nycaee, contenant les vies des vingt-six empereurs qui ont régné depuis Jules Cæsar jusques à Alexandre, fils de Mammaee (1610)
- von Tacitus: Les Œuvres de Cornelius Tacitus et de Velleius Paterculus (2 Bände, 1610)
- von Sueton: De la Vie des douze Césars (1611)
- von Sallust: Les Œuvres (1616)
- von Tacitus: Les Œuvres, avec des Discours politiques tirez des principales maximes de l’autheur (1618–19)
- von Francis Bacon: Les Essays politiques et moraux de messire François Bacon (1619)
- von Francis Bacon: La Sagesse mystérieuse des anciens, ombragée du voile des fables (1619)
- von Abel de Sainte-Marthe: Histoire de la rebellion des Rochelois, et de leur reduction à l’obeyssance du Roy (1629)
- von Daniel de Priézac: Défence des droits et prérogatives des roys de France, contre Alexandre-Patrice Armacan, théologien (1639)
- von Guillaume de Saint-Denis: Le ministre fidelle, représenté sous Louis VI en la personne de Suger, tiré du manuscrit latin de F. Guillaume. avecque des lettres historiques du pape Eugène III, du roy Louis VII et de quelques autres princes et prélats (1640)
- von Francis Bacon: L’Artisan de la fortune, ensemble les Antithèses des choses, les Sophismes, et les Charactères de l’esprit (1640)
- von Francis Bacon: Les Aphorismes du droit (1646)
- von Francis Bacon: Histoire de la vie et de la mort (1647)
- von Francis Bacon: Histoire des Vents, où il est traité de leurs causes et leurs effets (1649)
- von Justus Lipsius: Le Prince parfait et ses qualitez les plus éminentes, avec des conseils et des exemples moraux et politiques tirez des œuvres de Juste-Lipse et des plus célèbres autheurs anciens et modernes (1650)
- von Vinzenz von Lérins : Deux Avertissements pour défendre l’ancienne doctrine de la foy catholique contre les prophanes nouveautez de toutes sortes d’hérésies (1651)

#### Aus dem Italienischen
- von Lorenzo Selva: La Métamorphose du vertueux, livre plein de moralité (1611)
- von Giulio Mazarini: Practique pour bien prescher (1618)
- von Torquato Tasso: Hiérusalem deslivrée, poème héroïque de Torquato Tasso (1626)
- von Giacomo Bosio : Histoire des chevaliers de l’Ordre de S. Jean de Hierusalem (1629)
- von Ottavio Finelli: Histoire nègrepontique, contenant la vie et les amours d’Alexandre Castriot, et d’Olympe la belle Grecque (1631)
- von Torquato Tasso: L’Esprit, ou l’Ambassadeur, le Secrétaire et le Père de famille, traittez excellens de Torquato Tasso (1632)
- von Torquato Tasso: Les Morales de Torquato Tasso, où il est traitté : de la Cour, de l’Oisiveté, de la Vertu des dames illustres, de la Vertu héroyque, du Mariage, de la Jalousie, de l’Amour, de l’Amitié, de la Compassion et de la Paix (1632)
- von Torquato Tasso: De la Noblesse, dialogue de Torquato Tasso, où il est exactement traitté de toutes les prééminences, et des principales marques d’honneur des souverains et des gentilshommes (1633)
- von Cesare Ripa: Iconologie, ou Explication nouvelle de plusieurs images, emblèmes et autres figures hiéroglyphiques des vertus, des vices, des arts, des sciences et des passions humaines (1637)
- von Enrico Caterino Davila: Histoire des guerres civiles de France, contenant tout ce qui s’est passé de mémorable en France jusqu’à la paix de Vervins, depuis le règne de François II (2 Bände, 1644)
- von Giulio Mazarini: La Crétidée (1644)
- von Ippolito d’Este: Négociations ou lettres d’affaires ecclésiastiques et politiques écrites au pape Pie IV et au cardinal Borromée, depuis canonizé saint, par Hippolyte d’Est, cardinal de Ferrare, légat en France au commencement des guerres civiles (1650)

#### Aus dem Spanischen
- von Angel Manrique: Le Laurier de l’Évangile, ou Sermons pleins de conceptions sur les principaux passages de l’Évangile, adressez à tous prédicateurs, ensemble treize discours sur les huict béatitudes (1612)
- von Pedro de Oña: La Lice chrestienne, ou l’Amphithéâtre de la vie et de la mort (1612)
- von Diego Agreda y Vargas: Nouvelles morales [Texte imprimé], en suite de celles de Cervantès (1621)
- von Christoval de Avendaño: Sermons pour les festes les plus solemnelles des saincts (1628)
- von Garcilaso de la Vega: Le Commentaire royal, ou l’histoire des Incas roys du Peru, escritte en langue peruvienne (2 Bände, 1633)
- histoire indienne (1638)
- von Garcilaso de la Vega: Histoire des guerres civiles des Espagnols dans les Indes, causées par les soûlevemens des Picarres et des Almagres, suivis de plusieurs desolations à peine croyables arrivées au Peru par l’ambition et par l’avarice des conquérans de ce grand empire (1650)

#### Aus dem Griechischen
- von Lukian von Samosata: Les Œuvres (1613)
- von Achilleus Tatios: Les Amours de Clytophon et de Leucippe (1635)

#### Aus dem Englischen
- von Philip Sidney: L’Arcadie de la comtesse de Pembrok (3 Bände, 1624–25)
- von Francis Godwin: L’homme dans la lune, ou Le voyage chimérique fait au monde de la lune nouvellement découvert (1648) (Volltext)

### Verschiedenes
- Les Larmes d’Héraclite (1609)
- Les Avantures de la Cour de Perse, divisées en sept journées : où sous des noms étrangers sont racontées plusieurs histoires d’amour et de guerre arrivées de notre temps (1629)
- Recueil d’emblèmes divers (2 Bände, 1638–39)
- Les Saintes Métamorphoses, ou les Changemens miraculeux de quelques grands saints, tirez de leurs vies (1644)
- Les Pénitentes illustres, avec des avis aux Dames de toutes conditions (1647)
- Tableaux des sciences et des vertus morales (1679)